# Chorinea octauius
Chorinea octauius is een vlindersoort uit de familie van de prachtvlinders (Riodinidae), onderfamilie Riodininae.
Chorinea octauius werd in 1787 beschreven door Fabricius.